# Pensamento lateral
Pensamento lateral é definido quando se tem uma orientação ou um ponto de vista diferente na linha normal, ou seja, daqueles que em determinada média razoavelmente se poderia obter como fruto de determinado questionamento. Por exemplo: um professor em sala de aula solicitou aos seus alunos a soma de todos os números positivos e menores do que 100. Gauss, garoto, ainda antes de começar a fazer as contas, verificou que a soma dos N primeiros números inteiros é sempre dada pela formula 1/2 * (N + 1) * N, ou seja, ele utilizou o pensamento lateral para argumentar que a melhor maneira de obter a resposta era em um triângulo com 100 fileiras, cada uma com 100 pontos.
Podemos fazer a mesma coisa durante anos, sem, contudo, perceber outras formas de realizá-las, além daquela que se assentou em nossas práticas, e o pensamento lateral, caso o tenhamos desenvolvido, estimula a uma nova perspectiva, permitindo assim modos diferenciados de execução de tarefas costumeiras, novos insights, novos métodos e técnicas.
Conseguimos perceber isto em pessoas que nem sempre são muito inteligentes segundo os parâmetros de avaliação por meio de QIs e demais instrumentos de medição de inteligência, mas que, a despeito disso, têm uma visão completamente diferente da esperada ao se observar a média das pessoas de determinado contexto, e esta característica de diferenciação ante a maioria pode ser decisiva, muitas vezes, para se resolver um problema ou, até mesmo, para se salvar uma empresa em dificuldades ou em necessidade de novos parâmetros operacionais - exemplos como os de Gestetner, da IBM, de Lee Iacoca na Chrysler, de Welch na GE e de Steve Jobs da Apple ilustram a validade do pensamento lateral.
Como estratégias de aprimoramento do pensamento lateral pode-se citar o uso de grande poder de observação, de análise crítica e robustez de conhecimentos diversos. O desenvolvimento do pensamento lateral pode ser exercitado - pense naquilo que voce esta fazendo agora, imagine formas diferentes (e viáveis), de fazer melhor. Na sua empresa, imagine como fazer diferente coisas que são feitas ha muitos anos.
Critique, questione, estude, desenvolva, observe.